# Stylodactylidae
Super-famille
Famille
Les Stylodactylidae sont une famille de crustacés décapodes, la seule de la super-famille des Stylodactyloidea.

## Liste des familles
Selon World Register of Marine Species (31 décembre 2018) :
- genre Bathystylodactylus Hanamura & Takeda, 1996
- genre Neostylodactylus Hayashi & Miyake, 1968
- genre Parastylodactylus Figueira, 1971
- genre Stylodactyloides Cleva, 1990
- genre Stylodactylus A. Milne-Edwards, 1881